# هایدرو-کبک
هایدرو-کبک (انگلیسی: Hydro-Québec) شرکت برقی است که تولید، انتقال و توزیع برق را در استان کبک مدیریت می‌کند.
این شرکت در سال ۱۹۴۴ از سوی حکومت کبک با در دست‌گیری شرکت‌های خصوصی شکل گرفت. پس از آن سرمایه‌گذاری عظیمی در پروژه‌های برقابی انجام شد. امروزه ظرفیت مجموع آن ۳۶۹۱۲ مگاوات برق آبی از ۶۳ نیروگاه برقابی تولید می‌شود. توان اضافی از این استان صادر می‌شود.
هایدرو کبک یک شرکت دولتی مستقر در مونترآل است. نرخ‌های قدرت مسکونی آن از ارزانترین‌ها در آمریکای شمالی است.
بیش از ۴۰ درصد منابع آبی کانادا در کبک هستند و هایدرو کبک چهارمین تولیدکننده بزرگ برقابی در جهان است.